# Alberto Tiberti
Alberto Tiberti (né le 10 août 1911 à Gênes en Ligurie et mort le 7 avril 1977) est un joueur de football italien qui évoluait en tant qu'ailier.

## Biographie
Au cours de sa carrière, Tiberti a évolué pour les clubs de Pérouse, de la Juventus (jouant sa première rencontre bianconera le 7 avril 1935 lors d'un succès 2-1 en championnat sur Livourne), de Brescia, de Monza et enfin d'Asti.

## Palmarès
Juventus
- Championnat d'Italie (1) :
  - Champion : 1934-35.